# Palazzo Vitelli in Piazza

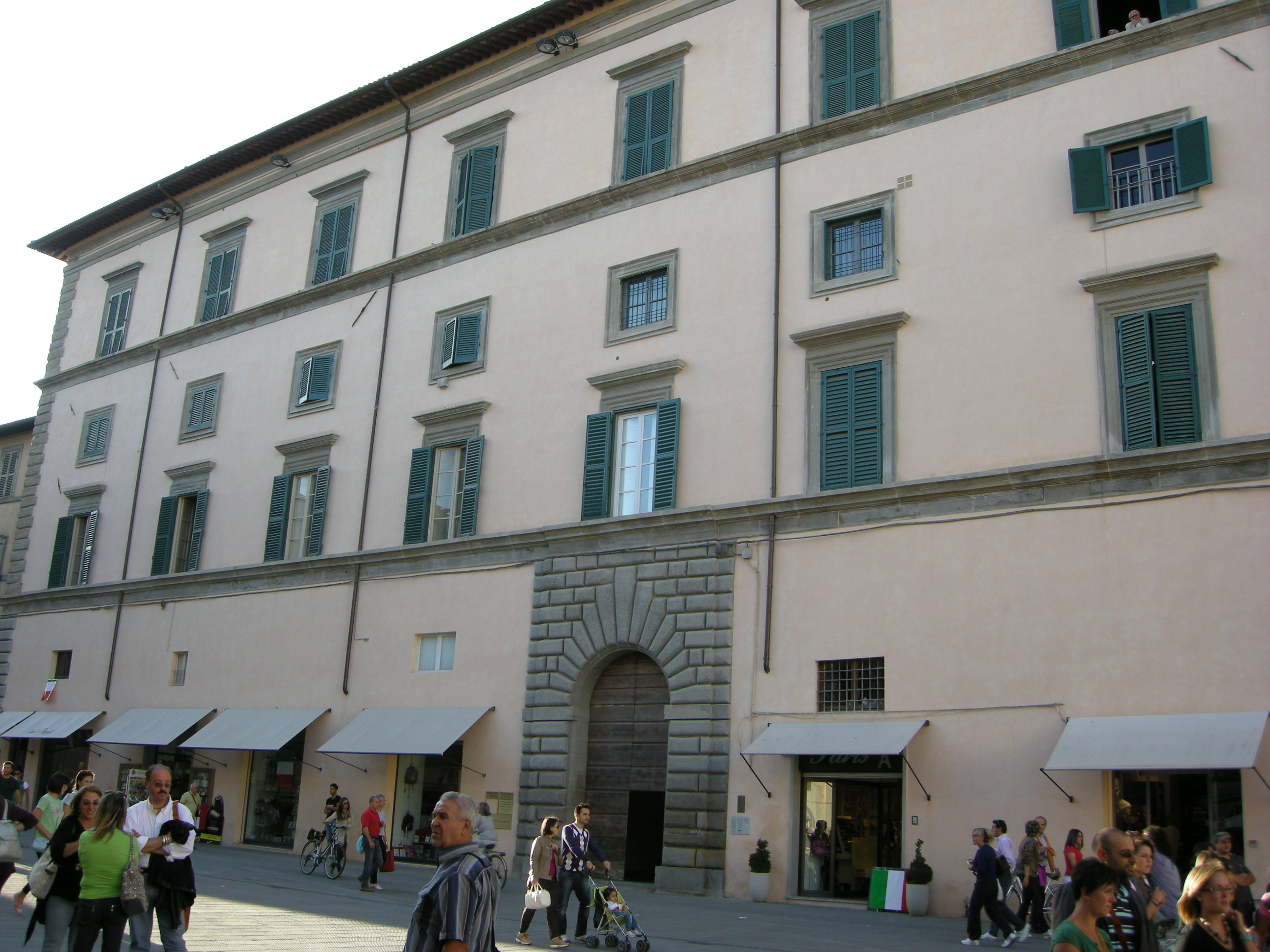
Façade du palais.

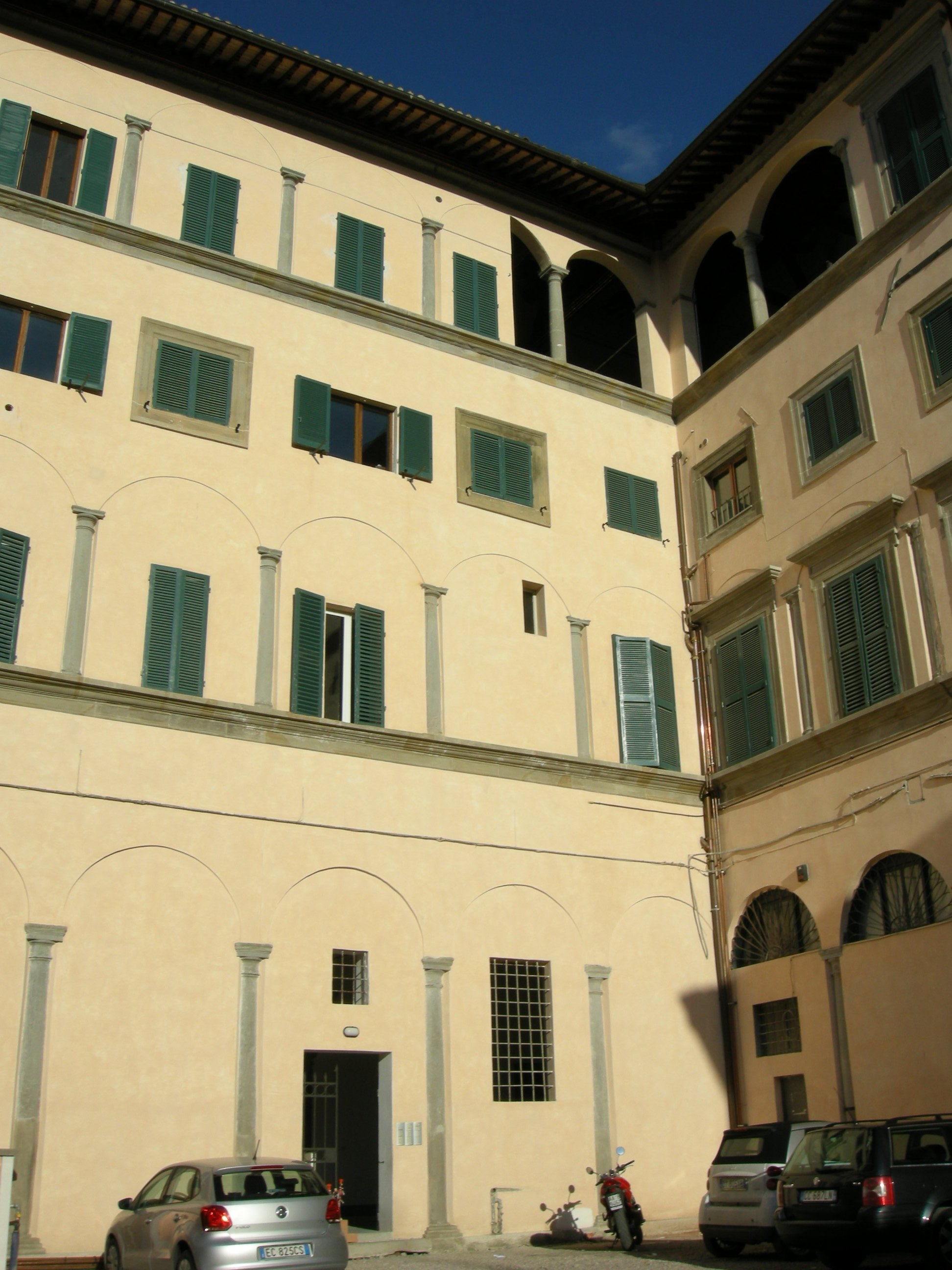
Les corniches marcapiano entre les différents étages.

Le Palazzo Vitelli in Piazza est un palais de Città di Castello dans la province de Pérouse en Ombrie (Italie), dont la construction remonte aux premières décennies  du XVIe siècle. 

## Histoire
Le Palazzo Vitelli in Piazza est le plus ancien des quatre palais que la famille Vitelli a fait construire à Città di Castello de la fin du XVe  à la seconde moitié du  XVIe siècle. Son nom « in Piazza » vient du fait de sa situation, dominant de toute sa longueur la Piazza di Sopra ou Piazza Vitelli (actuellement Piazza Matteotti).
Le palais a été construit à la du XVe siècle par la volonté de Vitellozzo, Camillo et Giovanni, condottieres au service de la papauté et du roi d'Espagne.
Après la mort de Niccolò (1486), l’habitation des Vitelli n'étant plus en adéquation avec leur prestige, ses fils  Vitellozzo, Giovanni et Camillo demandèrent à la commune le permis de construire un palais en plein centre de la cité.
Le 2 octobre 1487, ils demandèrent à la commune le droit de fermer deux passages publics contigus à leur maison et à celles qu'ils avaient achetées aux Abocatelli. Aussitôt le permis obtenu, ils entreprirent la construction.
La construction de la fabbrica débuta sur le côté opposé à la place. De ce premier édifice, il reste peu de choses dans la construction actuelle. À l'extérieur un basement en pierre sculptée en dessous des petites fenêtres des souterrains, un canton de robustes bozze, une grande corniche au premier étage, quelques fenêtres rectangulaires sur les poutres desquelles on peut voir sculpté le blason de la famille.  
L'intérieur était aussi sévère et majestueux, dérivant de l'architecture militaire : voûtes robustes en croix, souterrains, colonnes massives sur lesquelles  est posé l'étage supérieur formant un grand atrium qui devait servir à héberger les chevaux et temporairement les soldats de passage.
Au-dessus de l'atrium se trouvait le grand salon, haut jusqu'à la toiture occupant ainsi le volume de deux étages. le grand salon a été par la suite divisé et aujourd'hui il ne reste que la haute frise qui entourait le grenier.
Le palais est resté inachevé jusqu'à l'arrivée d’Alessandro Vitelli qui a poursuivi l'œuvre débutée par ses oncles et son père. Il proposa la construction d'un magnifique palais au plein centre ville et le 12 octobre 1544. il proposa aux seigneurs Otto de leur acheter deux boutiques, propriétés de la commune. 
Alessandro Vitelli restaura le vieux palais et le remania de fond en comble afin d'en faire la construction la plus importante de la ville et ainsi de dépasser celles des plus importantes familles de la cité.
Le 15 décembre 1545, l'acte de vente fut rédigé auprès du notaire.
Le palais par son importance finit par étouffer le proche habitat, ainsi Alessandro fit acheter à la commune toutes les habitations qui se trouvaient en face du palais et les fit démolir donnant ainsi une valorisation maximale au palais.
Avec la création de la place qui sera populairement appelée Piazza di sopra (« Place d'en haut ») l'axe politique et administratif de la ville du Moyen Âge assimilé à la « piazza del comune », se déplaça depuis la  Piazza di sotto (« d'en bas ») à la piazza di sopra (« d'en haut »).
La façade du palais s'étendait sur toute la longueur de la place.
Après les Vitelli, le palais devint la propriété de la famille Spada ;  ensuite il fut acheté par les marquis Bufalini qui en sont actuellement propriétaires.
De nombreux historiens estimaient que la place existait avant le Palazzo Vitelli in Piazza alors que celle-ci fut créée justement pour donner au palais plus de relief qui de fait par sa position centrale représentait le symbole politique le plus important. 
Afin de créer cet espace, la façade du Palazzo del Podestà fut aussi abattue car son escalier monumental arrivait pratiquement au centre de la place.

## Description
Alessandro Vitelli est probablement à l'origine du projet, bien qu'il fût plutôt spécialisé en architecture militaire.
Le palais possède sur ses quatre coins le « bossage » commun qui caractérise les édifices locaux de l'époque.
Les partitions architecturales verticales en style bugnato différencient les diverses phases d'élévation du palais tandis que des corniches délimitent les structures horizontales de l'édifice.
Le portail principal est aussi orné de même bossage, les escaliers sont larges, décorés de pierres sculptées et de larges corniches. 
Aujourd'hui il est difficile de faire la part de ce qui a été construit par Alessandro sur l'édifice original démoli et modifié. Le sous sol et le rez-de-chaussée sont utilisés par des boutiques et diverses autres activités commerciales occupent une grande partie des étages.

## Sources
- Voir liens externes